# Jan Michaelsen
Jan Munch Michaelsen (Nantes, 28 novembre 1970) è un allenatore di calcio ed ex calciatore danese, di ruolo centrocampista, tecnico della squadra riserve del Copenaghen.
È figlio dell'ex calciatore danese Allan Michaelsen.

## Carriera

### Giocatore

#### Club
Iniziò la carriera in piccoli club danesi, e nel 1996 si trasferisce all'AB, suo primo grande club, dove arriverà a giocare 141 partite di campionato. Passa poi, nel 2001, al Panathīnaïkos per poi finire la carriera nell'HamKam, dove giocherà dal 2004 al 2007.

#### Nazionale
Michaelsen partecipa a 19 incontri con la Nazionale danese e segna un gol. Partecipa anche ai Mondiali del 2002 in Corea e Giappone.

### Allenatore
Dal 1º gennaio 2009 è allenatore della squadra riserve dell'FC Copenaghen, squadra militante nella Seconda Divisione danese.

## Palmarès

### Giocatore

#### Competizioni nazionali
- Campionato greco: 1

Panathinaikos: 2003-2004
- Coppa di Grecia: 1

Panathinaikos: 2003-2004